# لنا اوبردورف
لنا اوبردورف (انگلیسی: Lena Oberdorf؛ زادهٔ ۱۹ دسامبر ۲۰۰۱) بازیکن فوتبال اهل آلمان است.
از باشگاه‌هایی که او در آن بازی کرده‌، می‌توان به باشگاه فوتبال اس‌جی‌اس اسن اشاره کرد.
وی همچنین در تیم‌های ملی فوتبال Germany women's national youth football team#Germany women's national under-17 squad, Germany women's national youth football team#Germany women's national under-19 squad, Germany women's national youth football team#Germany women's national under-20 squad و زنان آلمان بازی کرده‌است.